# 紀元前770年
紀元前770年（きげんぜんななひゃくななじゅうねん）は、西暦による年。

## 他の紀年法
- 干支 : 辛未
- 中国
  - 周 - 平王元年
  - 魯 - 孝公37年
  - 斉 - 荘公贖25年
  - 晋 - 文侯11年
  - 秦 - 襄公8年
  - 楚 - 若敖21年
  - 宋 - 戴公30年
  - 衛 - 武公43年
  - 陳 - 平公8年
  - 蔡 - 釐侯40年
  - 曹 - 恵伯26年
  - 鄭 - 武公元年
  - 燕 - 頃侯21年
- 朝鮮
  - 檀紀1564年
- ユダヤ暦 : 2991年 - 2992年

## できごと
- 周の平王が洛邑に東遷し、東周となる。春秋時代が始まる。